# Düsseldorfer Turn- und Sportverein Fortuna 1895 1992-1993
Questa voce raccoglie le informazioni riguardanti il Düsseldorfer Turn- und Sportverein Fortuna 1895 nelle competizioni ufficiali della stagione 1992-1993.

## Stagione
Nella stagione 1992-1993 il Fortuna Düsseldorf, allenato da Horst Köppel, Rudolf Wójtowicz e Aleksandar Ristić, concluse il campionato di 2. Bundesliga al 21º posto. In Coppa di Germania il Fortuna Düsseldorf fu eliminato agli ottavi di finale dal Karlsruhe.

## Rosa
| N. |                     | Ruolo | Calciatore       |
| -- | ------------------- | ----- | ---------------- |
| 1  | Germania (bandiera) | P     | Frank Kirn       |
| 1  | Germania (bandiera) | P     | Georg Koch       |
| 6  | Croazia (bandiera)  | D     | Darko Dražić     |
| 8  | Polonia (bandiera)  | C     | Andrzej Buncol   |
| 26 | Polonia (bandiera)  | A     | Ryszard Cyroń    |
|    | Germania (bandiera) | P     | Jörg Schmadtke   |
|    | Germania (bandiera) | D     | Rainer Aigner    |
|    | Germania (bandiera) | D     | Sven Backhaus    |
|    | Germania (bandiera) | D     | Harald Gärtner   |
|    | Germania (bandiera) | D     | Uwe Hagemes      |
|    | Germania (bandiera) | D     | Thomas Huschbeck |
|    | Germania (bandiera) | D     | Ralf Loose       |
|    | Germania (bandiera) | D     | Peter Quallo     |
|    | Germania (bandiera) | D     | Michael Ronca    |
|    | Germania (bandiera) | D     | Dirk Schilbock   |
|    | Germania (bandiera) | D     | Manfred Stefes   |

| N. |                      | Ruolo | Calciatore        |
| -- | -------------------- | ----- | ----------------- |
|    | Polonia (bandiera)   | D     | Rudolf Wójtowicz  |
|    | Germania (bandiera)  | C     | Jörg Albertz      |
|    | Germania (bandiera)  | C     | Günter Breitzke   |
|    | Danimarca (bandiera) | C     | Lars Brøgger      |
|    | Germania (bandiera)  | C     | Wolfgang Homberg  |
|    | Germania (bandiera)  | C     | Karsten Hutwelker |
|    | Germania (bandiera)  | C     | Andreas Kaiser    |
|    | Germania (bandiera)  | C     | Sven Mollenhauer  |
|    | Germania (bandiera)  | C     | Michael Schütz    |
|    | Germania (bandiera)  | C     | Stefan Strerath   |
|    | Germania (bandiera)  | C     | Bernd Winter      |
|    | Germania (bandiera)  | A     | Jürgen Degen      |
|    | Rep. Ceca (bandiera) | A     | Jiří Novák        |
|    | Germania (bandiera)  | A     | Jörg Schuberth    |
|    | Germania (bandiera)  | A     | Stefan Trienekens |

## Organigramma societario
Area tecnica
- Allenatore: Aleksandar Ristić
- Allenatore in seconda:
- Preparatore dei portieri:
- Preparatori atletici:

## Calciomercato

### Sessione estiva
| Acquisti | Acquisti         | Acquisti            | Acquisti |
| R.       | Nome             | da                  | Modalità |
| -------- | ---------------- | ------------------- | -------- |
| C        | Günter Breitzke  | Borussia Dortmund   |          |
| C        | Andrzej Buncol   | Bayer Leverkusen    |          |
| A        | Ryszard Cyroń    | Amburgo             |          |
| A        | Jürgen Degen     | Kaiserslautern      |          |
| C        | Wolfgang Homberg | Borussia Dortmund   |          |
| D        | Thomas Huschbeck | Borussia M'gladbach |          |
| A        | Leo Marić        | Rot-Weiss Essen     |          |
| D        | Peter Quallo     | Borussia Dortmund   |          |
| D        | Manfred Stefes   | Borussia M'gladbach |          |
| C        | Stefan Strerath  | Waldhof Mannheim    |          |
| C        | Bernd Winter     | Vikt. Aschaffenburg |          |

| Cessioni | Cessioni           | Cessioni              | Cessioni |
| R.       | Nome               | a                     | Modalità |
| -------- | ------------------ | --------------------- | -------- |
| C        | Anthony Baffoe     | Metz                  |          |
| C        | Michael Büskens    | Schalke 04            |          |
| C        | Marcelo Carracedo  | Estudiantes (LP)      |          |
| A        | Sven Demandt       | Hertha Berlino        |          |
| A        | Oliver Ebersbach   | Remscheid             |          |
| C        | Antoine Hey        | Schalke 04            |          |
| A        | Uwe Rahn           | Eintracht Francoforte |          |
| C        | Christian Schreier | Paderborn             |          |
| D        | Martin Spanring    | Schalke 04            |          |
| D        | Karl Werner        | Bayreuth              |          |
| P        | Jürgen Wittmann    | Augusta               |          |

### Sessione invernale
| Acquisti | Acquisti       | Acquisti      | Acquisti |
| R.       | Nome           | da            | Modalità |
| -------- | -------------- | ------------- | -------- |
| C        | Andreas Kaiser | 1. FC Monheim |          |
| A        | Jiří Novák     | Slavia Praga  |          |

| Cessioni | Cessioni  | Cessioni      | Cessioni |
| R.       | Nome      | a             | Modalità |
| -------- | --------- | ------------- | -------- |
| A        | Leo Marić | RW Oberhausen |          |

## Risultati

### 2. Bundesliga

#### Girone di andata
| Arbitro: | Merk |

|              |           |              |
| Strerath 73’ | Marcatori | 80’ Heidrich |

| Arbitro: | Brandt-Chollé |

|                          |           |                   |
| Gemein 12’ Putz 15’, 28’ | Marcatori | 69’, 88’ Breitzke |

| Arbitro: | Leimert |

|                          |           |                     |
| Winter 41’ Hutwelker 63’ | Marcatori | 16’, 72’ Szangolies |

| Arbitro: | Strampe |

|               |           |  |
| Nachtweih 48’ | Marcatori |  |

| Arbitro: | Scheuerer |

|           |           |                     |
| Degen 69’ | Marcatori | 30’ Weiss 80’ Hayer |

| Arbitro: | Schmidhuber |

|                                         |           |           |
| Preetz 7’ Westerbeek 27’ Struckmann 80’ | Marcatori | 59’ Loose |

| Düsseldorf 8 agosto 1992, ore 15:30 CEST 7ª giornata | Fortuna Düsseldorf | 0 – 0 referto | Meppen | Rheinstadion (3 300 spett.)\| Arbitro: \| Wippermann \| |
| Arbitro:                                             | Wippermann         |               |        |                                                         |

| Arbitro: | Steinborn |

|                                                   |           |  |
| Hubner 12’, 43’ Kluge 48’ Jurgeleit 79’ Wruck 87’ | Marcatori |  |

| Arbitro: | Schmidt |

|                         |           |  |
| Breitzke 22’ Winter 43’ | Marcatori |  |

| Berlino 23 agosto 1992, ore 15:00 CEST 10ª giornata | Hertha Berlino | 0 – 0 referto | Fortuna Düsseldorf | Stadio Olimpico (5 900 spett.)\| Arbitro: \| Habermann \| |
| Arbitro:                                            | Habermann      |               |                    |                                                           |

| Arbitro: | Müller |

|                                          |           |               |
| Buncol 51’, 76’ Strerath 82’ Homberg 87’ | Marcatori | 67’ Trautmann |

| Arbitro: | Weise |

|                    |           |  |
| Butrej 3’ Aden 89’ | Marcatori |  |

| Arbitro: | Buchhart |

|  |           |             |
|  | Marcatori | 44’ Lindner |

| Arbitro: | Wittke |

|                  |           |  |
| Tönnies 22’, 87’ | Marcatori |  |

| Düsseldorf 18 settembre 1992, ore 20:00 CEST 15ª giornata | Fortuna Düsseldorf | 0 – 0 referto | Fortuna Colonia | Rheinstadion (3 500 spett.)\| Arbitro: \| Domurat \| |
| Arbitro:                                                  | Domurat            |               |                 |                                                      |

| Arbitro: | Lange |

|                      |           |  |
| García 18’ Leitl 48’ | Marcatori |  |

| Arbitro: | Werthmann |

|            |           |            |
| Dražić 64’ | Marcatori | 72’ Bodden |

| Arbitro: | Fischer |

|  |           |            |
|  | Marcatori | 15’ Heisig |

| Arbitro: | Frey |

|                                       |           |              |
| Meinke 12’, 33’ Palma 48’ Wollitz 90’ | Marcatori | 22’ Breitzke |

| Arbitro: | Dellwing |

|                                     |           |  |
| Strerath 23’ Cyroń 82’ Breitzke 87’ | Marcatori |  |

| Arbitro: | Kemmling |

|                    |           |  |
| Jovanović 48’, 57’ | Marcatori |  |

| Arbitro: | Stenzel |

|            |           |                                    |
| Buncol 23’ | Marcatori | 20’ Spies 38’ Todt 70’ Heidenreich |

| Arbitro: | Fux |

|           |           |           |
| Reich 26’ | Marcatori | 51’ Degen |

#### Girone di ritorno
| Arbitro: | Wagner |

|             |           |                         |
| Heidrich 8’ | Marcatori | 1’ Hutwelker 24’ Aigner |

| Arbitro: | Pohlmann |

|           |           |            |
| Cyroń 84’ | Marcatori | 89’ Tilner |

| Arbitro: | Schäfer |

|            |           |  |
| Molata 88’ | Marcatori |  |

| Arbitro: | Brandt-Chollé |

|                |           |                                         |
| Cyroń 21’, 42’ | Marcatori | 20’ Kirsten 49’ Petrenko 60’ Dickgießer |

| Magonza 20 febbraio 1993, ore 15:00 CET 28ª giornata | Magonza | 0 – 0 referto | Fortuna Düsseldorf | Stadion am Bruchweg (2 600 spett.)\| Arbitro: \| Haupt \| |
| Arbitro:                                             | Haupt   |               |                    |                                                           |

| Arbitro: | Ziller |

|           |           |  |
| Cyroń 80’ | Marcatori |  |

| Arbitro: | Boos |

|  |           |                   |
|  | Marcatori | 55’, 88’ Strerath |

| Arbitro: | Best |

|  |           |            |
|  | Marcatori | 62’ Müller |

| Arbitro: | Stenzel |

|                     |           |              |
| Manzi 61’ Hjelm 81’ | Marcatori | 75’ Breitzke |

| Arbitro: | Kuhne |

|            |           |                                   |
| Winter 74’ | Marcatori | 36’ Lünsmann 49’ Gries 73’ Basler |

| Arbitro: | Weise |

|  |           |             |
|  | Marcatori | 42’ Brøgger |

| Arbitro: | Heynemann |

|                         |           |  |
| Strerath 14’ Winter 82’ | Marcatori |  |

| Lipsia 17 aprile 1993, ore 15:30 CEST 36ª giornata | VfB Lipsia | 0 – 0 referto | Fortuna Düsseldorf | Zentralstadion (6 100 spett.)\| Arbitro: \| Fischer \| |
| Arbitro:                                           | Fischer    |               |                    |                                                        |

| Düsseldorf 24 aprile 1993, ore 15:30 CEST 37ª giornata | Fortuna Düsseldorf | 0 – 0 referto | Wuppertal | Rheinstadion (14 200 spett.)\| Arbitro: \| Zerr \| |
| Arbitro:                                               | Zerr               |               |           |                                                    |

| Arbitro: | Fleske |

|  |           |                       |
|  | Marcatori | 57’ Cyroń 81’ Albertz |

| Arbitro: | Theobald |

|                         |           |  |
| Albertz 3’ Breitzke 31’ | Marcatori |  |

| Rostock 8 maggio 1993, ore 15:30 CEST 40ª giornata | Hansa Rostock | 0 – 0 referto | Fortuna Düsseldorf | Ostseestadion (1 500 spett.)\| Arbitro: \| Merk \| |
| Arbitro:                                           | Merk          |               |                    |                                                    |

| Arbitro: | Wittke |

|                                |           |  |
| Breitenreiter 78’ Barbarez 90’ | Marcatori |  |

| Arbitro: | Brandauer |

|                                       |           |            |
| Brøgger 12’ Albertz 15’ Hutwelker 78’ | Marcatori | 58’ Balzis |

| Arbitro: | Müller |

|                                                             |           |                           |
| Linke 62’ Steinbach 68’ Wuckel 75’ Gerstner 84’ Malchow 88’ | Marcatori | 21’ Aigner 27’, 83’ Cyroń |

| Arbitro: | Schäfer |

|  |           |           |
|  | Marcatori | 62’ Bobic |

| Arbitro: | Mölm |

|                                               |           |            |
| Todt 4’, 60’ Schmidt 23’ Simon 43’ Freund 64’ | Marcatori | 15’ Winter |

| Arbitro: | Albrecht |

|           |           |                     |
| Cyroń 33’ | Marcatori | 37’ Holze 79’ Reich |

### Coppa di Germania
| Arbitro: | Kuhn |

|                          |           |                                        |
| Niederhöfer 45’ Berg 73’ | Marcatori | 8’, 90’ Hutwelker 30’ Dražić 69’ Degen |

| Arbitro: | Kiefer |

|                          |                      |                    |
| Buncol 48’ Albertz 110’  | Marcatori            | 42’ Lange 98’ Wahl |
| Schmadtke Backhaus Loose | Tiri di rigore 3 – 0 | Sänger Lange Dowe  |

| Arbitro: | Theobald |

|  |           |           |
|  | Marcatori | 85’ Krieg |

## Statistiche

### Statistiche di squadra
| Competizione      | Punti | In casa | In casa | In casa | In casa | In casa | In casa | In trasferta | In trasferta | In trasferta | In trasferta | In trasferta | In trasferta | Totale | Totale | Totale | Totale | Totale | Totale | DR  |
| Competizione      | Punti | G       | V       | N       | P       | Gf      | Gs      | G            | V            | N            | P            | Gf           | Gs           | G      | V      | N      | P      | Gf     | Gs     | DR  |
| ----------------- | ----- | ------- | ------- | ------- | ------- | ------- | ------- | ------------ | ------------ | ------------ | ------------ | ------------ | ------------ | ------ | ------ | ------ | ------ | ------ | ------ | --- |
| 2. Bundesliga     | 34    | 23      | 7       | 7       | 9       | 28      | 24      | 23           | 4            | 5            | 14           | 17           | 41           | 46     | 11     | 12     | 23     | 45     | 65     | -20 |
| Coppa di Germania | -     | 2       | 0       | 1       | 1       | 2       | 3       | 1            | 1            | 0            | 0            | 4            | 2            | 3      | 1      | 1      | 1      | 6      | 5      | +1  |
| Totale            | 34    | 25      | 7       | 8       | 10      | 30      | 27      | 24           | 5            | 5            | 14           | 21           | 43           | 49     | 12     | 13     | 24     | 51     | 70     | -19 |

### Andamento in campionato
| Giornata  | 1  | 2  | 3  | 4  | 5  | 6  | 7  | 8  | 9  | 10 | 11 | 12 | 13 | 14 | 15 | 16 | 17 | 18 | 19 | 20 | 21 | 22 | 23 | 24 | 25 | 26 | 27 | 28 | 29 | 30 | 31 | 32 | 33 | 34 | 35 | 36 | 37 | 38 | 39 | 40 | 41 | 42 | 43 | 44 | 45 | 46 |
| --------- | -- | -- | -- | -- | -- | -- | -- | -- | -- | -- | -- | -- | -- | -- | -- | -- | -- | -- | -- | -- | -- | -- | -- | -- | -- | -- | -- | -- | -- | -- | -- | -- | -- | -- | -- | -- | -- | -- | -- | -- | -- | -- | -- | -- | -- | -- |
| Luogo     | C  | T  | C  | T  | C  | T  | C  | T  | C  | T  | C  | T  | C  | T  | C  | T  | C  | C  | T  | C  | T  | C  | T  | T  | C  | T  | C  | T  | C  | T  | C  | T  | C  | T  | C  | T  | C  | T  | C  | T  | T  | C  | T  | C  | T  | C  |
| Risultato | N  | P  | N  | P  | P  | P  | N  | P  | V  | N  | V  | P  | P  | P  | N  | P  | N  | P  | P  | V  | P  | P  | N  | V  | N  | P  | P  | N  | V  | V  | P  | P  | P  | V  | V  | N  | N  | V  | V  | N  | P  | V  | P  | P  | P  | P  |
| Posizione | 12 | 16 | 17 | 22 | 22 | 22 | 23 | 23 | 21 | 21 | 21 | 21 | 22 | 23 | 22 | 23 | 24 | 24 | 24 | 24 | 24 | 24 | 24 | 24 | 24 | 24 | 24 | 24 | 24 | 24 | 24 | 24 | 24 | 24 | 23 | 21 | 23 | 21 | 21 | 21 | 21 | 21 | 21 | 21 | 21 | 21 |

Legenda:

Luogo: C = Casa; T = Trasferta. Risultato: V = Vittoria; N = Pareggio; P = Sconfitta.

### Statistiche dei giocatori
| Giocatore      | 2. Bundesliga | 2. Bundesliga | 2. Bundesliga | 2. Bundesliga | Coppa di Germania | Coppa di Germania | Coppa di Germania | Coppa di Germania | Totale   | Totale | Totale      | Totale     |
| Giocatore      | Presenze      | Reti          | Ammonizioni   | Espulsioni    | Presenze          | Reti              | Ammonizioni       | Espulsioni        | Presenze | Reti   | Ammonizioni | Espulsioni |
| -------------- | ------------- | ------------- | ------------- | ------------- | ----------------- | ----------------- | ----------------- | ----------------- | -------- | ------ | ----------- | ---------- |
| R. Aigner      | 34            | 2             | 8             | 0             | 1                 | 0                 | 0                 | 0                 | 35       | 2      | 8           | 0          |
| J. Albertz     | 35            | 3             | 4             | 0             | 2                 | 1                 | 0                 | 0                 | 37       | 4      | 4           | 0          |
| S. Backhaus    | 31            | 0             | 8             | 0             | 3                 | 0                 | 0                 | 0                 | 34       | 0      | 8           | 0          |
| G. Breitzke    | 27            | 7             | 8             | 0             | 2                 | 0                 | 0                 | 0                 | 29       | 7      | 8           | 0          |
| L. Brøgger     | 17            | 2             | 1             | 0             | 1                 | 0                 | 0                 | 0                 | 18       | 2      | 1           | 0          |
| A. Buncol      | 30            | 3             | 6             | 0             | 3                 | 1                 | 1                 | 0                 | 33       | 4      | 7           | 0          |
| R. Cyroń       | 27            | 9             | 1             | 0             | 1                 | 0                 | 0                 | 0                 | 28       | 9      | 1           | 0          |
| J. Degen       | 24            | 2             | 0             | 0             | 2                 | 1                 | 0                 | 0                 | 26       | 3      | 0           | 0          |
| D. Dražić      | 34            | 1             | 4             | 2             | 2                 | 1                 | 0                 | 0                 | 36       | 2      | 4           | 2          |
| H. Gärtner     | 24            | 0             | 4             | 0             | 1                 | 0                 | 0                 | 0                 | 25       | 0      | 4           | 0          |
| U. Hagemes     | 3             | 0             | 1             | 0             | 1                 | 0                 | 0                 | 0                 | 4        | 0      | 1           | 0          |
| W. Homberg     | 9             | 1             | 2             | 0             | 0                 | 0                 | 0                 | 0                 | 9        | 1      | 2           | 0          |
| T. Huschbeck   | 14            | 0             | 3             | 1             | 1                 | 0                 | 0                 | 0                 | 15       | 0      | 3           | 1          |
| K. Hutwelker   | 33            | 3             | 3             | 0             | 2                 | 2                 | 0                 | 0                 | 35       | 5      | 3           | 0          |
| A. Kaiser      | 12            | 0             | 2             | 0             | 0                 | 0                 | 0                 | 0                 | 12       | 0      | 2           | 0          |
| F. Kirn        | 0             | 0             | 0             | 0             | 0                 | 0                 | 0                 | 0                 | 0        | 0      | 0           | 0          |
| G. Koch        | 13            | 0             | 0             | 1             | 0                 | 0                 | 0                 | 0                 | 13       | 0      | 0           | 1          |
| R. Loose       | 25            | 1             | 1             | 0             | 3                 | 0                 | 0                 | 0                 | 28       | 1      | 1           | 0          |
| S. Mollenhauer | 4             | 0             | 0             | 0             | 0                 | 0                 | 0                 | 0                 | 4        | 0      | 0           | 0          |
| J. Novák       | 12            | 0             | 3             | 0             | 0                 | 0                 | 0                 | 0                 | 12       | 0      | 3           | 0          |
| P. Quallo      | 15            | 0             | 5             | 2             | 1                 | 0                 | 1                 | 0                 | 16       | 0      | 6           | 2          |
| M. Ronca       | 5             | 0             | 0             | 0             | 0                 | 0                 | 0                 | 0                 | 5        | 0      | 0           | 0          |
| D. Schilbock   | 3             | 0             | 1             | 0             | 0                 | 0                 | 0                 | 0                 | 3        | 0      | 1           | 0          |
| J. Schmadtke   | 34            | 0             | 2             | 0             | 3                 | 0                 | 0                 | 0                 | 37       | 0      | 2           | 0          |
| J. Schuberth   | 3             | 0             | 1             | 0             | 0                 | 0                 | 0                 | 0                 | 3        | 0      | 1           | 0          |
| M. Schütz      | 42            | 0             | 8             | 0             | 3                 | 0                 | 0                 | 0                 | 45       | 0      | 8           | 0          |
| M. Stefes      | 6             | 0             | 0             | 0             | 0                 | 0                 | 0                 | 0                 | 6        | 0      | 0           | 0          |
| S. Strerath    | 45            | 6             | 4             | 0             | 3                 | 0                 | 0                 | 0                 | 48       | 6      | 4           | 0          |
| S. Trienekens  | 4             | 0             | 0             | 0             | 0                 | 0                 | 0                 | 0                 | 4        | 0      | 0           | 0          |
| B. Winter      | 29            | 5             | 1             | 0             | 2                 | 0                 | 0                 | 0                 | 31       | 5      | 1           | 0          |
| R. Wójtowicz   | 0             | 0             | 0             | 0             | 1                 | 0                 | 1                 | 0                 | 1        | 0      | 1           | 0          |